# Боненбергер (лунный кратер)
Кратер Боненбергер (лат. Bohnenberger) — ударный кратер, расположенный на восточной границе Моря Нектара у подножия гор Пиренеи на видимой стороне Луны. Название дано в честь немецкого астронома и математика Иоанна Готлиба Фридриха Боненбергера (1765—1831) и утверждено Международным астрономическим союзом в 1935 г.

## Описание кратера

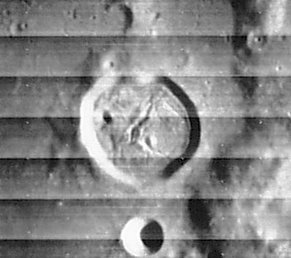
Окрестности кратера Боненбергер. Снимок зонда Lunar Orbiter - IV.

Ближайшими соседями кратера являются кратер Магеллан на северо-востоке; кратер Колумб на востоке; кратер Сантбек на юго-востоке; кратер Росс У на западе-юго-западе.

Селенографические координаты центра кратера 16°14′ ю. ш. 40°04′ в. д. / 16,24° ю. ш. 40,06° в. д., диаметр 31,7 км, глубина 2,4 км.

Кратер имеет почти правильную циркулярную форму, вал кратера разорван в северной части, в западной части значительно зазубрен. Высота вала над окружающей местностью составляет 950 м. Дно чаши кратера неровное, пересечено небольшим хребтом. Имеется несколько центральных пиков с возвышением от 400 до 700 м.

## Сателлитные кратеры
| Боненбергер | Координаты                                            | Диаметр, км |
| ----------- | ----------------------------------------------------- | ----------- |
| A           | 17°49′ ю. ш. 40°10′ в. д. / 17,82° ю. ш. 40,17° в. д. | 31,1        |
| C           | 18°40′ ю. ш. 41°06′ в. д. / 18,67° ю. ш. 41,1° в. д.  | 14,1        |
| D           | 18°23′ ю. ш. 42°38′ в. д. / 18,39° ю. ш. 42,63° в. д. | 13,4        |
| E           | 17°25′ ю. ш. 42°04′ в. д. / 17,41° ю. ш. 42,07° в. д. | 11,9        |
| F           | 14°43′ ю. ш. 39°41′ в. д. / 14,71° ю. ш. 39,68° в. д. | 9,3         |
| G           | 17°14′ ю. ш. 40°08′ в. д. / 17,23° ю. ш. 40,13° в. д. | 11,8        |
| J           | 14°54′ ю. ш. 40°23′ в. д. / 14,9° ю. ш. 40,39° в. д.  | 4,5         |
| N           | 17°57′ ю. ш. 41°53′ в. д. / 17,95° ю. ш. 41,89° в. д. | 5,7         |
| P           | 19°15′ ю. ш. 41°28′ в. д. / 19,25° ю. ш. 41,47° в. д. | 10,8        |
| W           | 18°15′ ю. ш. 41°06′ в. д. / 18,25° ю. ш. 41,1° в. д.  | 10,6        |

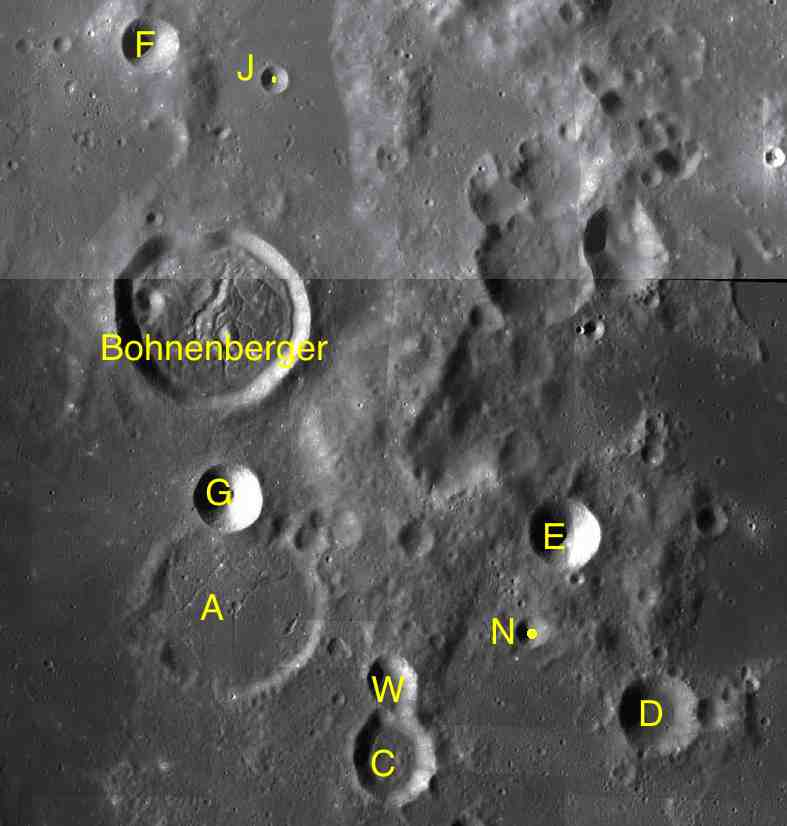
Фрагменты карт LAC-79, LAC-97.

- Сателлитный кратер Боненбергер G включен в список кратеров с темными радиальными полосами на внутреннем склоне Ассоциации лунной и планетарной астрономии (ALPO)[6].
- Сателлитный кратер Боненбергер G включен в список кратеров с яркой системой лучей Ассоциации лунной и планетарной астрономии (ALPO)[7].
- Образование сателлитного кратера Боненбергер A относится к нектарскому периоду[4].